# Aktivität (Physik)
Die Aktivität oder Zerfallsrate eines radioaktiven Stoffes gibt die Anzahl seiner Kernzerfälle pro Zeitintervall an.  Die SI-Einheit der Aktivität ist das Becquerel (Bq). 1 Bq entspricht einem Kernzerfall pro Sekunde. Eine veraltete Maßeinheit ist das Curie (Ci). Es gilt: 1 Ci = 3,7 • 1010 Bq. Übliches Formelzeichen der Aktivität ist {\displaystyle A}. 
In der Nuklearmedizin wird die Aktivität eines Präparates vor seiner Anwendung in einem Aktivimeter gemessen.

## Zerfall

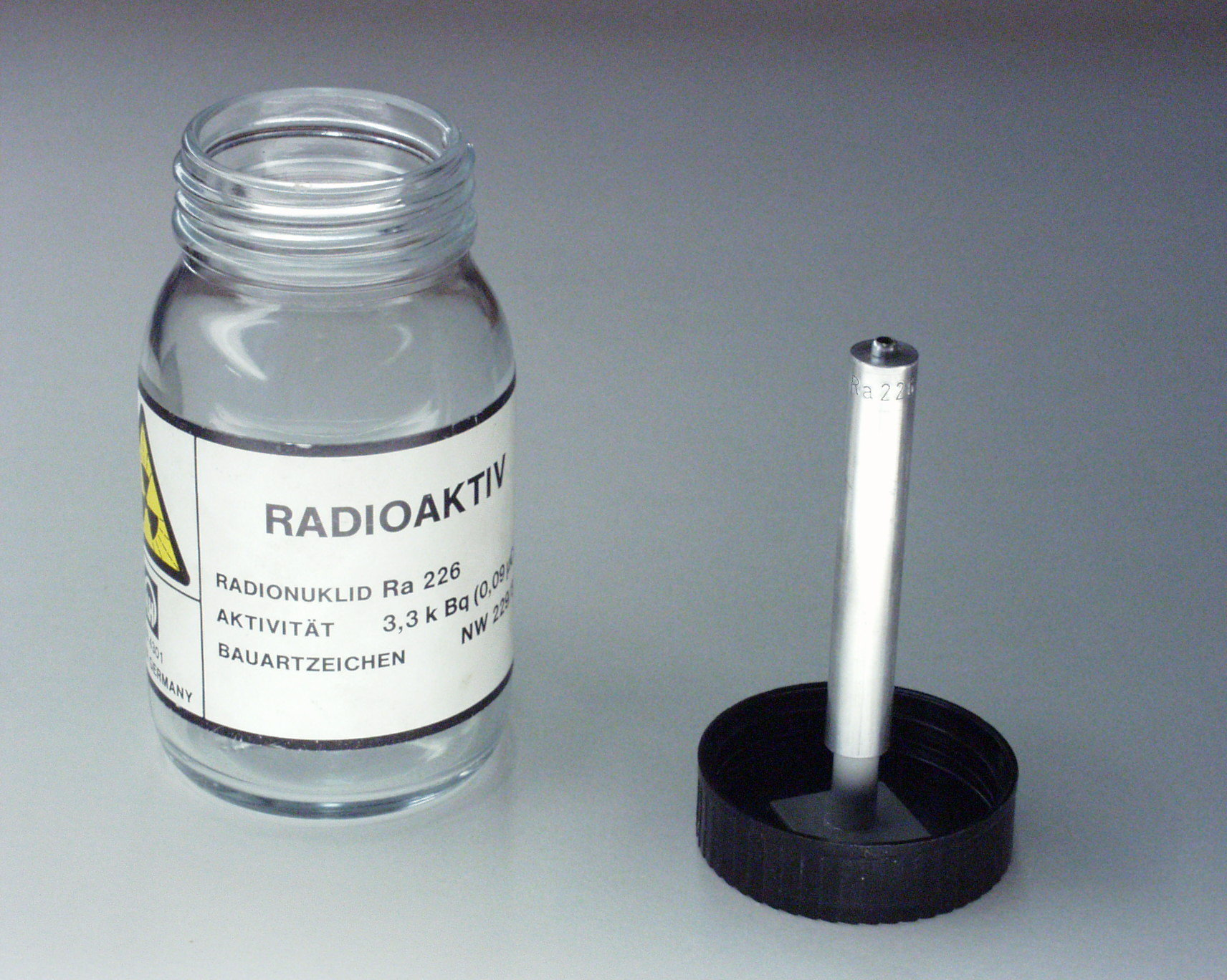
Ra-226 Präparat für Schulversuche. Aktivität 3300 Bq (3,3 kBq)

Gehen wir zunächst davon aus, dass eine Probe zu einem bestimmten Zeitpunkt {\displaystyle t} eine gewisse Anzahl {\displaystyle N(t)} von Kernen eines bestimmten radioaktiven Nuklids enthält und dass keine anderen Nuklide einen nennenswerten Beitrag zur Aktivität der Probe leisten (insbesondere seien die Tochterkerne des betrachteten Zerfalls stabil oder nahezu stabil), dann gilt nach den Gesetzen des radioaktiven Zerfalls, dass die Anzahl mit der Zeit exponentiell abnimmt.
{\displaystyle N(t)=N_{0}\cdot e^{-\lambda t}}
Die Zerfallsrate berechnet man mithilfe der zeitlichen Ableitung dieser Exponentialfunktion:
{\displaystyle A(t)=-{\frac {\mathrm {d} N}{\mathrm {d} t}}(t)=+\lambda N_{0}\cdot e^{-\lambda t}=A_{0}\cdot e^{-\lambda t}}.
Die Aktivität folgt also – ebenso wie die Anzahl der Kerne – einem exponentiellen Zerfallsgesetz. Außerdem erkennt man, dass die Aktivität des Nuklids direkt proportional zur Anzahl der radioaktiven Kerne ist: 
{\displaystyle A(t)=\lambda N(t)},
wobei {\displaystyle \lambda } die für das Radionuklid charakteristische Zerfallskonstante ist. Sie hängt mit der Halbwertszeit der Probe zusammen: {\displaystyle t_{1/2}={\tfrac {\ln 2}{\lambda }}\approx {\tfrac {0{,}693}{\lambda }}}. Eine Probe weist also eine umso höhere Aktivität auf, je  instabiler das Radionuklid ist und je mehr Kerne davon sie enthält. Wegen der Proportionalität von Stoffmenge und Aktivität wird bei radioaktiven Präparaten die Aktivität oft stellvertretend für die Stoffmenge des Radionuklids angegeben.
Wenn die Stoffprobe verschiedene Radionuklide enthält und/oder deren Zerfallsprodukte selber radioaktiv sind (also eine Zerfallsreihe bilden), summiert sich die gesamte Aktivität der Probe aus den Beiträgen der einzelnen Nuklide. Der zeitliche Verlauf folgt dann einer entsprechenden Überlagerung der einzelnen exponentiellen Zerfallskurven mit gegebenenfalls zeitabhängigen Koeffizienten. Dabei können sich auch zeitweise ansteigende Verläufe ergeben.

## Spezifische Aktivität
Die auf eine Masse bezogene Aktivität wird spezifische Aktivität genannt. Es werden zwei verschiedene Größen mit diesem Namen bezeichnet:
- Aktivität durch Masse des reinen Radionuklids, oder
- Aktivität durch Masse des jeweiligen chemischen Elements in natürlicher Isotopenzusammensetzung.

Die SI-Maßeinheit ist in jedem Fall Becquerel durch Kilogramm, Bq/kg.
Für ein reines Metallnuklid mit der relativen Atommasse {\displaystyle A_{r}} und der atomaren Masseneinheit {\displaystyle u} gilt
{\displaystyle N={\frac {m}{m_{Atom}}}={\frac {m}{A_{r}\cdot u}}}.
Damit ergibt sich für den zeitlichen Verlauf der Aktivität einer zum Zeitpunkt {\displaystyle t=0} vorhandenen Nuklidmasse {\displaystyle m_{0}}
{\displaystyle A(t)={\frac {m_{0}}{A_{r}\cdot u}}\cdot {\tfrac {\ln 2}{t_{1/2}}}\cdot 2^{-\,{\tfrac {t}{t_{1/2}}}}}
Im Einzelfall können auch noch anders definierte spezifische Aktivitäten – Aktivität durch Masse der chemischen Verbindung oder Aktivität durch Masse des jeweils gegebenen Stoffgemisches – sinnvoll sein. Angaben einer spezifischen Aktivität haben deshalb nur Sinn, wenn klar angegeben ist, welche Bezugsmasse gemeint ist.
Die Aktivität ist, wie erwähnt, proportional der Zahl der Atome und damit auch der Masse des reinen Radionuklids. Deshalb hängt bei Bezug auf diese Masse die spezifische Aktivität nicht vom Messzeitpunkt ab, sondern ist eine konstante Eigenschaft des Radionuklids.

## Bedeutung der Aktivität im Strahlenschutz
Die durch ein Radionuklid verursachte Dosisleistung in einem bestrahlten Körper ist proportional zur momentanen Aktivität des Nuklids. Der Proportionalitätsfaktor hängt stark davon ab, wie das Radionuklid räumlich verteilt ist und welche Arten von Strahlung es erzeugt. Denn die Strahlen aus radioaktiven Zerfällen haben je nach ihrer Art und Energie ihrer Quanten ganz verschiedene schädigende Wirkungen (siehe biologische Wirksamkeit). Die über die Zeit summierte Dosis hängt darüberhinhaus von der Zerfallskonstante ab sowie davon, ob sich die räumliche Verteilung ändert, z. B durch Ausscheidung aus dem Körper (siehe biologische Halbwertszeit) oder Umverteilung in der Umwelt. Bei einem Gemisch von Radionukliden addieren sich die einzelnen Dosisistungen jedes Nuklids. 
Maßgeblich ist im Strahlenschutz die Äquivalentdosis (angegeben in der Einheit Sievert), die sich aus der Energiedosis und einem Strahlungswichtungsfaktor ergibt, der von der Strahlenart und ‑energie abhängt.
Unter bestimmten Bedingungen (bekanntes Radionuklid, bekannte Art der Aufnahme etc.) lässt sich mit Hilfe des Dosiskonversionsfaktors die Äquivalentdosis aus der Aktivität des aufgenommenen Stoffes näherungsweise berechnen.